# Калвер (Индијана)
Калвер (енгл. Culver) град је у америчкој савезној држави Индијана.

## Демографија
По попису из 2010. године број становника је 1.353, што је 186 (-12,1%) становника мање него 2000. године.
| Група             | 2000.         | 2010.         |
| Белци             | 1.451 (94,3%) | 1.277 (94,4%) |
| Афроамериканци    | 14 (0,9%)     | 16 (1,2%)     |
| Азијати           | 9 (0,6%)      | 5 (0,4%)      |
| Хиспаноамериканци | 34 (2,2%)     | 32 (2,4%)     |
| Укупно            | 1.539         | 1.353         |